# Epitausa rufa
Epitausa rufa là một loài bướm đêm trong họ Erebidae.